# Úplavice
Úplavice (dyzenterie) je termín označující skupinu akutních infekčních průjmovitých onemocnění:
- Bacilární úplavice neboli Shigelóza je onemocnění způsobené rodem bakterií shigella.
- Měňavková úplavice neboli Amoebiasis je onemocnění způsobené amébou měňavka úplavičná.
- Úplavice cukrová je historické a nepřesné označení pro cukrovku (diabetes mellitus).
- Úplavice močová je historické a nepřesné označení pro žíznivku (diabetes insipidus).